# 鳥取県立鳥取盲学校
鳥取県立鳥取盲学校（とっとりけんりつとっとりもうがっこう）は、鳥取県鳥取市国府町にある公立特別支援学校。視覚障害がある児童・生徒を教育対象とする。

## 設置学部
- 小学部
- 中学部
- 高等部
  - 普通科
  - 保健理療科
- 専攻科理療科

## 寄宿舎
- 通学困難な児童・生徒のために寄宿舎「青雲寮」が設けられており、鳥取盲学校と鳥取聾学校の生徒が入舎している。

## 乳幼児の相談支援について（乳幼児親子教室）
- 東部地区では鳥取盲学校内に「つくしんぼ」を開設している。
- 中部地区は倉吉市南昭和町の旧中部療育園内に鳥取盲・聾学校附属教育支援センター「わくわく」が開設されており、毎週金曜日に相談支援を実施している。
- 西部地区では鳥取県立皆生養護学校内に西部地区視覚障がい教育支援センター「きらら」が開設されており、毎週火曜日に相談支援を実施している。

## 沿革
- 1909年（明治42年）11月 - 創立者遠藤董が盲聾唖教育機関の必要を痛感し有志を募って積善会を組織
- 1910年（明治43年）
  - 3月9日 - 鳥取市栗谷町に仮校舎設立
  - 7月10日 - 私立鳥取盲唖学校として開校、初代校長に遠藤董就任
- 1911年（明治44年）2月28日 - 鳥取市寺町に校舎移転
- 1920年（大正９年）９月 - 鳥取盲唖学校と改称
- 1924年（大正13年）7月10日 - 従来の学校を廃し、盲聾唖学校令により学校を設置
- 1931年（昭和6年）4月1日 - 県立代用鳥取盲および聾唖学校に指定
- 1937年（昭和12年）
  - 1月 - 鳥取市湯所町に校舎を新築して移転
  - 4月1日 - 県立に移管、鳥取県立鳥取盲聾唖学校と改称
- 1947年（昭和22年）1月22日 - 1月22日を遠藤董記念日に制定
- 1948年（昭和23年）4月1日 - 盲聾分離し、鳥取県立鳥取盲学校設置、小学部・中学部・高等部を設置、高等部に職業課程理療科を設置
- 1950年（昭和25年）7月10日 - 学校内に県立鳥取図書館点字図書を置く
- 1951年（昭和26年）3月31日 - あん摩マッサージ指圧師・はり師・きゅう師養成学校として文部大臣より認定
- 1952年（昭和27年）4月17日 - 鳥取大火により校舎が全焼、鳥取東高等学校体育館を仮校舎にして授業再開
- 1954年（昭和29年）5月1日 - 鳥取市立川町に校舎を新築して移転
- 1966年（昭和41年）11月3日 - 校旗・校歌制定
- 1973年（昭和48年）4月1日 - 高等部に普通科および保健理療科を設置
- 1975年（昭和50年）4月1日 - 専攻科理療科を設置認可
- 1978年（昭和53年）
  - 4月1日 - 教育相談室開設（幼児教室）
  - 9月1日 - 岩美郡国府町宮下（現在の鳥取市国府町宮下）に校舎を新築して移転
- 1980年（昭和55年）
  - 7月1日 - 創立者遠藤董胸像建立
  - 12月17日 - プール竣工
- 1985年（昭和60年）11月 - 皇太子・同妃、鳥取盲学校を視察
- 1990年（平成2年）4月1日 - 関係法令の改正に伴い、あん摩マッサージ指圧師・はり師・きゅう師にかかわる養成学校として文部大臣より認定
- 1996年（平成8年）12月27日 - コンピューター教室設置
- 1997年（平成9年）4月1日 - 高等部普通科に重複障害学級設置
- 2001年（平成13年）9月1日 - 普通教室および主要特別教室にコンピューター設置
- 2002年（平成14年）12月26日 - エレベーター及び身体障害者トイレ設置
- 2006年（平成18年）4月1日 - 西部地区視覚障害者教育支援センターきらら開所
- 2009年（平成21年）12月22日 - 西部地区視覚障害者教育支援センターきらら、皆生養護学校内に移転
- 2010年（平成22年）
  - 2月19日 - 体育館耐震工事完成
  - 9月12日 - 創立100周年記念式典挙行
- 2018年（平成30年）4月1日 - 鳥取県視覚障がい者東部支援センターを鳥取盲学校内に開設（※現在は鳥取市富安二丁目　さざんか会館４階に移転）
- 2019年（令和元年）5月17日 - 秋篠宮・同妃、鳥取盲学校を視察
- 2020年（令和2年）10月31日 - 創立110周年記念式典

## アクセス
最寄り駅
- JR鳥取駅

路線バス
- 桜谷団地線（県立盲聾学校経由便）（路線番号：78H） 県立盲聾学校バス停下車、徒歩3分
- 岩倉線または中河原線（路線番号：80・81・82・83・84・85）　岩倉バス停下車、徒歩10分
- 桜谷・面影循環線（路線番号：71・72・73・74）　新通りバス停下車、徒歩7分

車
- JR鳥取駅より3.6km（所要時間約10分）